# Lovelines
Lovelines är ett album av The Carpenters, släppt den 18 oktober 1989.

## Låtlista
1. Lovelines - 4:28
2. Where Do I Go From Here? - 4:24
3. The Uninvited Guest - 4:24
4. If We Try - 3:42
5. When I Fall In Love - 3:08
6. Kiss Me The Way You Did Last Night - 4:03
7. Remember When Lovin' Took All Night - 3:47
8. You're The One - 4:13
9. Honolulu City Lights - 3:19
10. Slow Dance - 3:35
11. If I Had You - 3:57
12. Little Girl Blue - 3:24